# Un, due, tre, stella!

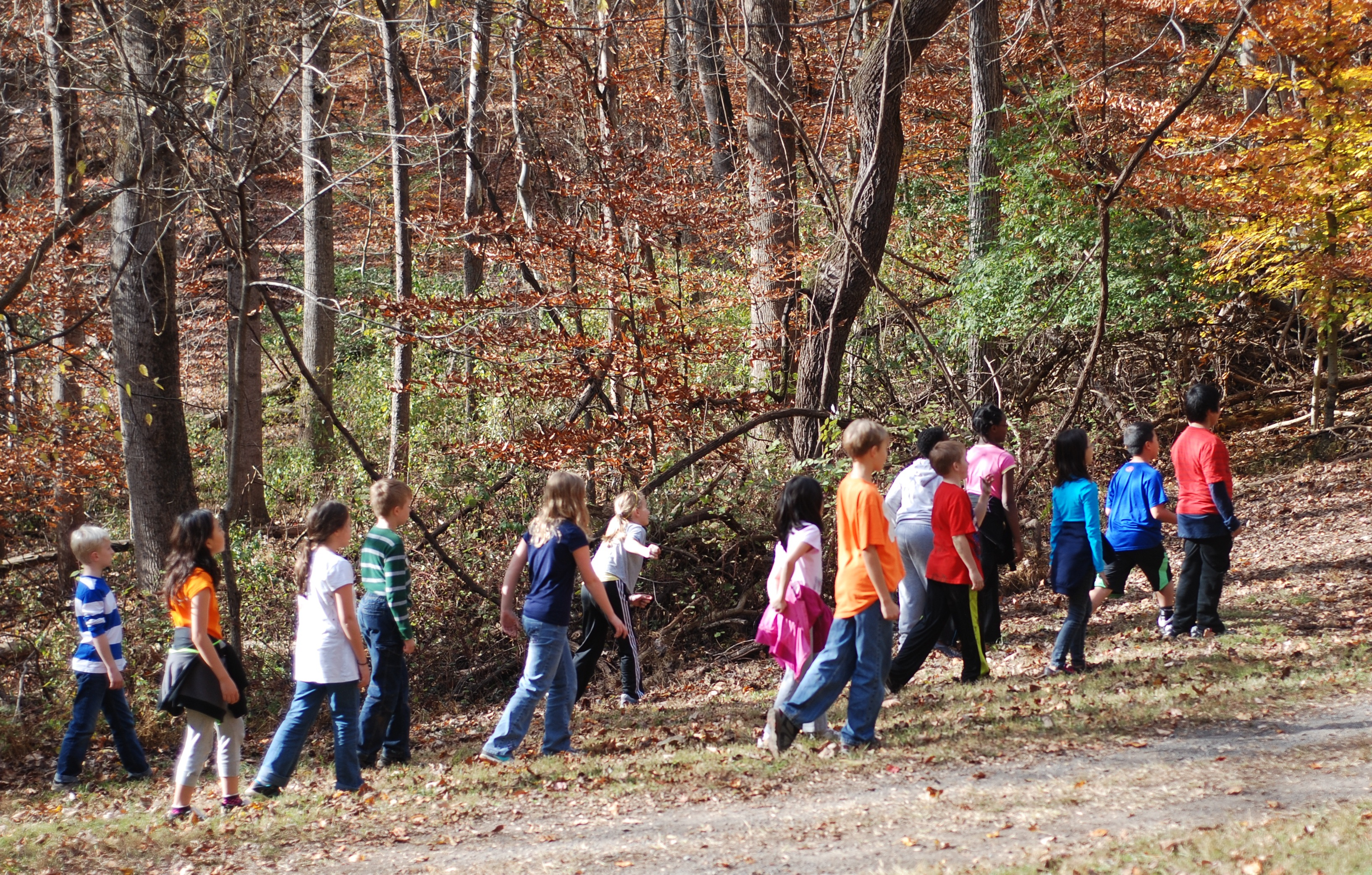
Bambini che giocano a un, due, tre stella! al parco avventura Hemlock Overlook Regional Park

Un, due, tre, stella! è un gioco da bambini tradizionale.
Tutti i giocatori, salvo il capogioco, si pongono dietro una linea, mentre il capogioco si pone di spalle appoggiato a un albero o a un muro. Il capogioco scandisce a voce alta e chiara "Un, due, tre ... stella" e quindi si volta verso i giocatori. Questi ultimi possono muoversi fintantoché il capogioco è di spalle, ma devono immobilizzarsi quando questi si volta a guardarli. Se un giocatore si muove mentre osservato deve tornare alla linea di partenza. Il gioco si ripete fino a che uno dei giocatori vince toccando il capogioco.

## Varianti
Le varianti in generale riguardano la frase usata e che dà il nome al gioco. Per esempio "per le vie di Roma" (in Basilicata), "L'orologio fa tic tac" o anche "L'orologio di Milano fa tic tac", "schèche" (variante barese).
In una variante inglese si chiama red light, green light ("luce rossa, luce verde"), con evidente riferimento alle luci di un semaforo, in questa variante i giocatori possono muoversi dopo che il capogioco ha detto green light, ma devono arrestarsi immediatamente quando dice red light. Una variante aggiunge anche yellow light che può avere l'effetto di permettere di correre, oppure di non avere nessun effetto e lasciare invariato l'ultimo comando.
Simile è anche il gioco, sempre inglese, detto grandmother's footsteps: qui il bimbo che sta sotto ha il ruolo della "nonna", per il resto il meccanismo è lo stesso. Un'altra variante meno conosciuta è "il Big Ben ha detto stop!" dove i meccanismi sono gli stessi ma il gioco viene complicato da una frase da dire più velocemente del normale.